# مديرية الحميدات

تعديل مصدري - تعديل

مديرية الحميدات إحدى مديريات محافظة الجوف في اليمن. بلغ عدد سكانها 20026 نسمة عام 2004.